# Abborrtärnen
Abborrtärnen är en sjö i Laxå kommun i Närke och ingår i Norrströms huvudavrinningsområde. Abborrtärnen ligger i Kråksjöåsen Natura 2000-område.